# Erziehungserfolg
Der Begriff Erziehungserfolg wurde u. a. von dem Pädagogen Wolfgang Brezinka in die pädagogische Diskussion eingebracht. Unter Erziehungserfolg versteht man die Erreichung eines mehr oder weniger klar formulierten Erziehungsziels oder die Erreichung mehrerer Erziehungsziele mit Hilfe von Erziehungsmitteln, entsprechenden Methoden oder Erziehungsverhalten der Erziehenden (Eltern, Lehrer, Erzieherin usw.). Im Grunde erwartet aber jeder Erziehende, unabhängig von seiner pädagogischen Bildung, dass er mit seinem Erziehungsverhalten über kurz oder lang zum Erfolg (zum Erziehungsziel) gelangt, obwohl das in vielen Fällen nicht so sein dürfte. Anne-Marie Tausch und Reinhard Tausch haben sich (in ihrem Buch Erziehungspsychologie) z. B. sehr viele Gedanken darüber gemacht, mit welchem Verhalten man eher zum Ziel (Erziehungserfolg) gelangt und mit welchem nicht. Erziehungsziele kann man überdies vollständig, teilweise oder gar nicht erreichen, wobei die Beurteilung letztendlich und in der Regel meist schwierig genannt werden kann.

## Formulierung des Erziehungsziels
Es gibt keine allgemeingültigen Formulierungen für Erziehungsziele. Sie sind konkret und werden als mögliches Verhalten (z. B. eines Kindes) beschrieben. Sie können, je nach Erzieher, sehr unterschiedlich formuliert werden. Beispiele präsentieren Reinhard und Anne-Marie Tausch:
- Übernahme der Verantwortung für sein eigenes Verhalten (z. B. Kind übernimmt Verantwortung in der Gruppe)
- Erwerb bestimmter Kenntnisse (z. B. . . verwendet richtige Pluralwörter in Sätzen)
- Flexible Einstellung zu Situationen (z. B.  . . geht auf die Wünsche des Gegenübers ein)
- Befähigung, Konflikte prosozial zu bearbeiten (z. B. . . schlägt der Gruppe eine Konfliktlösung vor, die diskutiert werden kann)
- Respekt und Achtung vor der Würde anderer Menschen usw. (z. B. . . akzeptiert das Problem seines Spielgefährten oder dessen Auffassung zu einem bestimmten Problem)

## Erziehungserfolg in der Gruppe
R. Tausch und A.-M. Tausch glauben, dass ein Erziehungserfolg bei solchen und weiterem Erziehungszielen dazu führt, dass das Zusammenleben in der Gesellschaft (auch in Gruppen) wesentlich humaner verlaufe, dass es ein größeres Ausmaß an Selbstkritik und Selbstbestimmung und dass es erheblich mehr soziale Fähigkeiten im Zusammenleben gebe. Für den Fall, dass Lehrer, Erzieher und Eltern ihr Erziehungsverhalten reflektierten bzw. verändern, sagen beide Autoren auch: Erziehungsziele, und damit einen Erziehungserfolg, erreicht man mit einem bestimmten kontrollierten und kontrollierbaren Erzieherverhalten.

## Reflexion
Erziehende können angestrebtes Verhalten im Hinblick auf den Erziehungserfolg reflektieren – alleine, zusammen mit einem Partner (oder mit dem Team z. B. in einer Erziehungsinstitution) und in wenigen Fällen auch mit dem betroffenen Kind (wenn es z. B. ein bestimmtes Alter erreicht hat).
„So lange es im Erziehungssektor keine Erfolgskontrolle gibt (…), ist die Gefahr groß, dass in der sogenannten Bildungsgesellschaft der Bildungsschwindel (…) riesenhafte Ausmaße annimmt.“

## Erziehungserfolg in der Schule
Für die Schulsituation lassen sich weiterhin unterscheiden:
- der Leistungserfolg
- der Verhaltenserfolg
- der Zufriedenheitserfolg